# Egzarchat odeski
Egzarchat odeski – egzarchat Ukraińskiego Kościoła greckokatolickiego, do 2014 obejmujący południe Ukrainy, włącznie z Republiką Autonomiczną Krymu. 13 lutego 2014 podzielony na egzarchat odeski i egzarchat krymski.

## Biskupi

### Egzarchowie
- bp Wasyl Iwasiuk - 2003–2014

- bp Mychajło Bubnij CSsR - od 2014